# 市區更新探知館

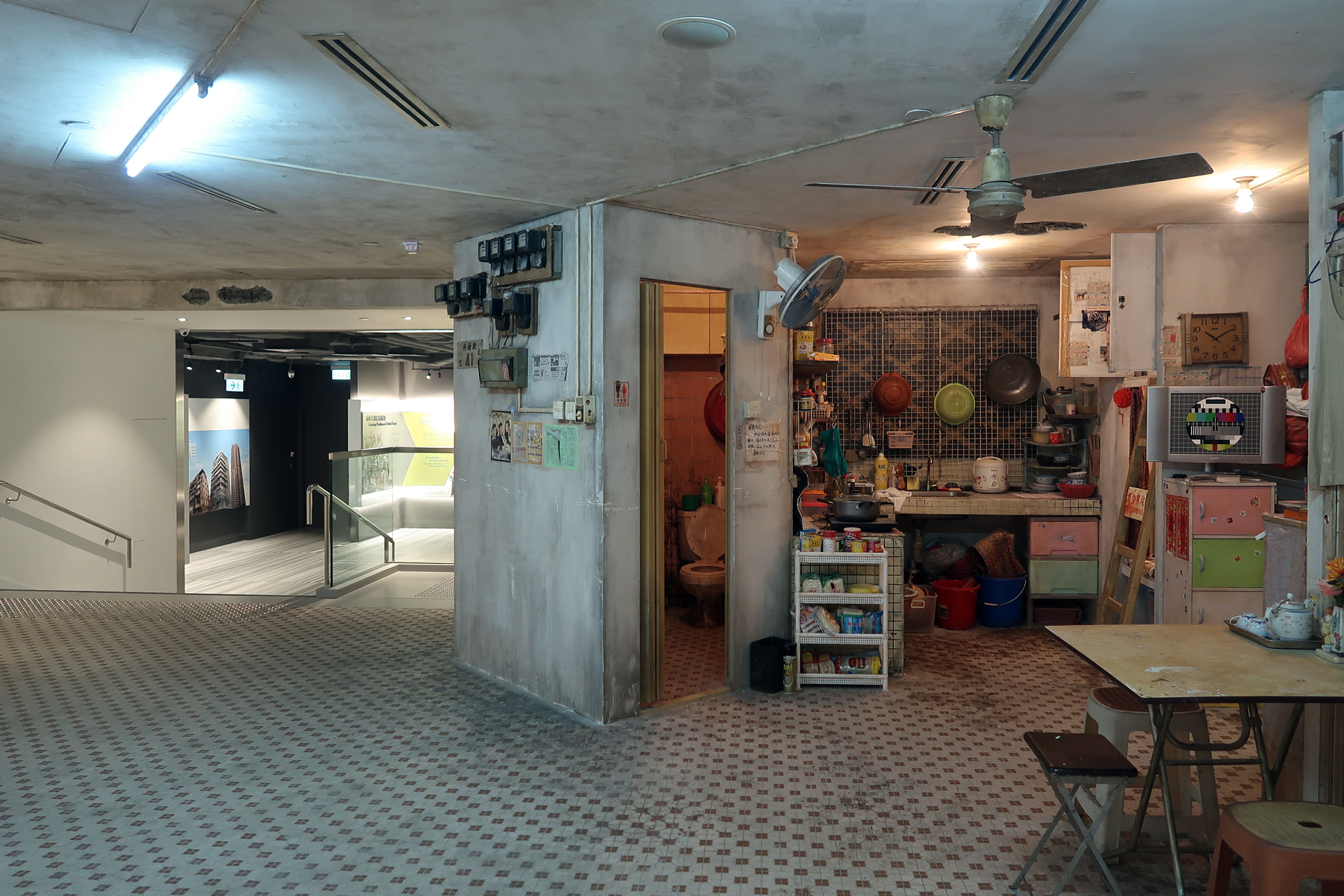
市區更新探知館

市區更新探知館是香港一所以市區重建為主題的展覽館，由市區重建局負責管理，於2009年8月21日開幕。市區更新探知館於2017年遷往香港中環皇后大道中99號中環中心地下H6 CONET。展覽館主要介紹香港市區更新的發展，以及市區重建局的理念和工作。館內設有舊區探索、展覽及互動遊戲等，並採用多媒體設施提供有用資料。

## 開幕軼事
「市區更新探知館」開幕時，於場館模擬舊區籠屋環境，期望讓市民體會舊區情況。為令場境更逼真，局方特意於開館前兩星期放置了3條鹹魚，又加入散發尿味的化學品阿摩尼亞，令展館四周洋溢著酸臭氣味，務求「薰臭」場館。除了放置鹹魚，館內曬晾著發黃的內衣褲，館內的陳設如馬桶、床鋪、廚具等看起來皆充滿污垢。市建局強調所有物件已經消毒。

## 開放時間
- 團體：星期一至星期五：10:00-17:30
- 星期六、星期日及公眾假期：全日休息
- 免費入場，但參觀前需要預約。

## 外部連結
- 市區更新探知館網站 （页面存档备份，存于）